# Sandvigdalsfjorden
Sandvigdalsfjorden (også skrevet Sandvikdalsfjord) er en fjord på grænsen mellem Kristiansand og Søgne kommuner i Agder fylke i Norge. Den har innløp ved holmen Ryvingen, vest for Flekkerøy. Fjorden er næsten fire kilometer lang og smalner ind på vej mod nord. Midt i den ydre del af fjorden ligger lille og store Langøya. Den inderste halvdel af fjorden er smal og bliver også kaldt Holskogkilen. Indløbet til kilen er omkring 80 meter bredt, men længere inde er den omkring 30 meter på det smalleste. Fylkesvej 456 går langs store dele af vestsiden af Sandvikdalsfjorden og Holskogkilen.